# Пайлс, Малия
Малия Пайлс (англ. Malia Pyles; род. 13 июля 2000, Хантингтон-Бич, Калифорния) — американская актриса, наиболее известная по роли Минни «Маус» Хонрада в сериале «Милые обманщицы».

## Биография
Малия Лейлани Пайлз родилась 13 июля 2000 года в Хантингтон-Бич, Калифорния, единственным ребёнком в семье Ричарда Пайлза, англичанина по происхождению, и Коры К. Пайлз, родом с Филиппин.
Пайлз начала работать моделью в возрасте восьми лет. После появления в фильме «Воспоминание Сьюзен» в 2011 году Малия поступила в голливудскую студию молодых актёров, где училась у тренеров Кэрол Голдвассер и Лайзы Пикотт. В четырнадцать лет она начала посещать школу искусств округа Ориндж. Она посещала другие актёрские институты, такие как Брэдли Бейкер, «Broadway on Tour», «Hollywood Kids», «The Actor’s Circle» и «OC Crazies». В 2021 году Малия получила главную роль Минни «Маус» Хонрада в сериале «Милые обманщицы» от стримингового сервиса HBO Max.

## Фильмография
| Год       |     | Русское название                   | Оригинальное название                  | Роль                     |
| --------- | --- | ---------------------------------- | -------------------------------------- | ------------------------ |
| 2011      | кор | —                                  | Susan’s Remembrance                    | девочка №3               |
| 2012      | кор | —                                  | The Lepidoctor                         | студентка                |
| 2013      | кор | —                                  | No Child Left Deprived                 | Лесли                    |
| 2014      | с   | Скарлетт                           | Scarlett                               | Кристен                  |
| 2014      | кор | —                                  | Guests                                 | гандболистка             |
| 2015      | ф   | Расцвет бесчувственных ублюдков    | The Heyday of the Insensitive Bastards | гандболистка             |
| 2015      | ф   | Память                             | Memoria                                | Таша                     |
| 2016      | с   | Белла и Бульдоги                   | Bella and the Bulldogs                 | Аманда Джейн             |
| 2016—2019 | с   | Баскетс                            | Baskets                                | Сара Баскетс             |
| 2017      | с   | Просто нет слов                    | Speechless                             | королева выпускного бала |
| 2017      | с   | Фостеры                            | The Fosters                            | Чериса                   |
| 2017      | с   | Как избежать наказания за убийство | How To Get Away With Murder            | Мэдисон                  |
| 2020      | с   | Бэтвумен                           | Batwoman                               | Паркер Торрес            |
| 2021      | кор | —                                  | The Soot Man                           | Кэтрин                   |
| 2021      | кор | —                                  | Conjugal Revivification                | Шерри                    |
| 2022      | с   | Милые обманщицы: Первородный грех  | Pretty Little Liars: Original Sin      | Минни "Маус" Хонрада     |